# Pogorzel Warszawska
Pogorzel Warszawska – przystanek osobowy, znajdujący się w Pogorzeli między przystankiem w Starej Wsi i przystankiem Otwock Śródborów.

## Ruch pasażerski[3]
| Rok  | Wymiana pasażerska na dobę |
| ---- | -------------------------- |
| 2017 | 100-149                    |
| 2018 | 100-149                    |
| 2019 | 100-149                    |
| 2020 | 50-99                      |
| 2021 | 100-149                    |
| 2022 | 150-199                    |
| 2023 | 150-199                    |

## Linie
| Przewoźnik | Linia | Trasa |
| ---------- | ----- | --- |
| KM         | R7    | Warszawa Zachodnia — Warszawa Śródmieście — Warszawa Wschodnia — Warszawa Międzylesie — Warszawa Falenica — Otwock — Pogorzel Warszawska — Celestynów — Pilawa — Dęblin |